# Małgorzata Zajączkowska

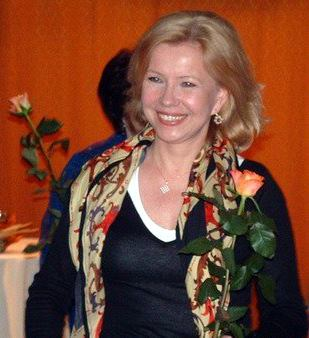
Małgorzata Zajączkowska

Małgorzata Zajączkowska hay còn gọi là Margaret Sophie Stein (sinh ngày 31 tháng 1 năm 1956 tại Warsaw) là một diễn viên  và nhà văn người Ba Lan.
Malgorzata Zajaczkowska bắt đầu sự nghiệp diễn xuất từ năm 1979 tại sân khấu Teatr Narodowy. Năm 1981, bà chuyển đến Hoa Kỳ và theo đuổi sự nghiệp diễn xuất ở dòng phim điện ảnh và phim truyền hình với nghệ danh Margaret Sophie Stein. Malgorzata Zajaczkowska trở lại Ba Lan vào năm 1999 và tiếp tục tham gia diễn xuất trong nhiều bộ phim. Ngoài ra, bà cũng giảng dạy tại Trường Điện ảnh Warsaw.

## Thành tích nghệ thuật
Ngoài Ba Lan
- Ninas resa (2005) trong vai Fru Pelikan
- Simply Irresistible (1999) trong vai Bà Mueller
- A Will of Their Own (1998) trong vai Bà Krakowski
- All My Children (1994–1995) trong vai Corvina Lang
- Bullets over Broadway (1994) trong vai Lili
- Seasons of the Heart (1994)
- Skylark (1993) trong vai Maggie
- Sarah, Plain and Tall (1991) trong vai Maggie Grant
- Enemies: A Love Story (1989) trong vai Yadwiga
- Balles perdues (1983) trong vai Lucienne
- Danton (1983) trong vai Servante Duplay
- From a Far Country [it] (1981)

Tại Ba Lan
- Blindness (2016)
- Walesa. Man of Hope (2013) trong vai Nhân viên cửa hàng
- Teraz albo nigdy! (2008) trong vai Anna Bosz
- Ekipa (2007)
- Magda M. (2005–2006) trong vai Halina Czerska
- Złotopolscy (2004–2009) trong vai Magdalena Ordyńska-Złotopolska
- Wszyscy jesteśmy Chrystusami (2006) trong vai Y tá
- Pensjonat pod Różą (2004) trong vai Teresa Białkowska
- Lokatorzy (2004) trong vai Zofia
- Tak czy nie? (2003) trong vai Anna
- Pogoda na jutro (2003) trong vai Renata Kozioł
- Na dobre i na złe (2002–2003, 2009) trong vai Irena Kozioł
- Psie serce (2002) trong vai Misia
- Więzy krwi (2001) trong vai Danuta
- Żółty szalik (2000)
- Sukces (2000) trong vai Wanda Szarecka
- Miasteczko (2000) trong vai Nhà tâm lý
- Epitafium dla Barbary Radziwillówny (1983) trong vai Bogna
- Dziecinne pytania (1981)
- Bo oszalalem dla niej (1980) trong vai Alina
- Constans (1980) trong vai Grażyna
- Bez miłości (1980) trong vai Marianna Skoczek
- Zdjecia próbne (1977)[1][5]